# Cladotanytarsus fulvofasciatus
Cladotanytarsus fulvofasciatus är en tvåvingeart som beskrevs av Jean-Jacques Kieffer 1923. Cladotanytarsus fulvofasciatus ingår i släktet Cladotanytarsus och familjen fjädermyggor.
Artens utbredningsområde är Sudan. Inga underarter finns listade i Catalogue of Life.